# Mordellistena immaculaticeps
Mordellistena immaculaticeps es una especie de coleóptero de la familia Mordellidae.

## Distribución geográfica
Habita en Madagascar.

## Subespecies
- Mordellistena immaculaticeps atrithorax (Mauricio)[1]
- Mordellistena immaculaticeps immaculaticepsMadagascar.[1]